# توبا أونسال
توبا أنصال (بالتركية: Tuba Ünsal)‏ هي ممثلة وعارضة أزياء تركية ولدت في يوم 7 ديسمبر 1981 في مدينة دنيزلي في تركيا، بدأت بدارسة إدارة الأعمال في جامعة تشنكلي أونسيكيز مارت وثم تخرجت من جامعة إسطنبول بيلغي باختصاص التصوير الفوتوغرافي والفيديو، بدأت مشوارها في التمثيل في الصغر في سنة 1992 وقد مثلت في عدة أفلام ومسلسلات كان أشهرها فيلم المدرسة الباردة في سنة 2007.

## روابط خارجية
- توبا أونسال على موقع IMDb (الإنجليزية)
- توبا أونسال على موقع روتن توميتوز (الإنجليزية)
- توبا أونسال على موقع ألو سيني (الفرنسية)
- توبا أونسال على موقع أول موفي (الإنجليزية)
- توبا أونسال على موقع قاعدة بيانات الأفلام السويدية (السويدية)
- توبا أونسال على موقع قاعدة بيانات الفيلم (الإنجليزية)
- توبا أونسال على موقع كينوبويسك (الروسية)